# Leptodactylus sabanensis
Leptodactylus sabanensis là một loài ếch trong họ Leptodactylidae. Tên gọi bản địa của nó là sapito sabanero ("savanna toadlet").
Nó được tìm thấy ở Venezuela, có thể Brasil, và có thể Guyana. Các môi trường sống tự nhiên của chúng là rừng mây ẩm nhiệt đới và cận nhiệt đới, sông, sông có nước theo mùa, đầm nước ngọt, và đầm nước ngọt có nước theo mùa. Nó không được xem là bị đe dọa theo IUCN.